# Statue de Gomateshvara

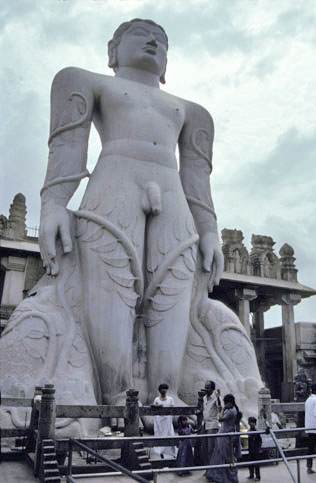
La statue de Gomateshvara.

La statue de Gomateshvara, aussi appelée statue de Bahubali, est une statue monumentale et monolithique située dans la ville de Shravanabelagola en Inde. Haute de 17 m et sculptée dans un seul bloc de granite, c'est la plus haute statue monolithique au monde. Elle représente Gomateshvara, l'une des figures importantes du jaïnisme. Sculptée en 983 sous le règne de la dynastie des Ganga de l'ouest, elle fut commandée par le général indien Chavundaraya (en). Un escalier de 614 marches permet aux visiteurs de gravir la statue.
Tous les 12 ans, la statue est l'objet de la célébration rituelle Mahamastakabhisheka (en), un festival religieux pendant lequel des prêtres viennent oindre la tête de la statue (abhisheka) avec divers produits, tels que du lait, de l'eau de coco, du jus de canne à sucre, du safran ou encore du bois de santal. Des milliers de fidèles viennent également faire des offrandes à la statue, comme des pétales de fleurs, des pierres précieuses, de l'or ou de l'argent. Il s'agit d'un des rituels les plus importants du jaïnisme. Cette célébration, qui existe depuis plus de 1 000 ans, a connu sa 88e édition en 2018,,.